# ROT13

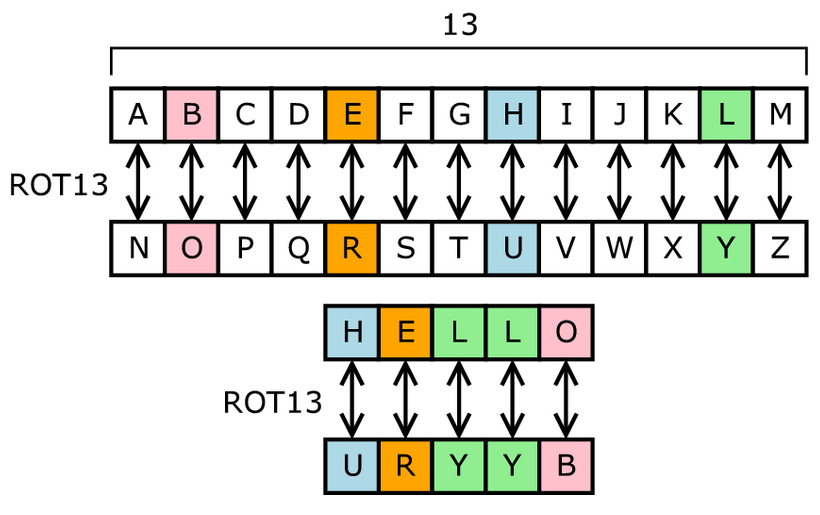
ROT13 é uma cifra de César, um tipo de cifra de substituição

ROT-13 (ou rot13, rot-13, Rot13, etc) é o nome que se costuma usar para um procedimento simples mas eficaz para garantir que textos eletrônicos não sejam lidos por distração ou acidente. ROT-13 vem do inglês, ROTate by 13 places, "ROTacionar 13 posições".
Como há 26 letras (2 × 13) no  alfabeto latino básico, o ROT13 é sua própria  inversão; isto é, para desfazer ROT13, o mesmo algoritmo é aplicado, então a mesma ação pode ser usada para codificação e decodificação. O algoritmo fornece virtualmente nenhuma segurança  criptográfica e é frequentemente citado como um exemplo canônico de criptografia fraca.
Especificamente, a cifra ROT-13 tem se mostrado útil principalmente para proteger endereços de correio eletrônico (evitando SPAM, o envio de mensagens não solicitadas) e para "proteger" mensagens que o remetente pode preferir não ler - comentários sobre livros, filmes, ou séries.
Como era de se esperar, o ROT-13 é usado principalmente em grupos de discussão (como na usenet) e em listas de discussão como as dos Yahoo.[carece de fontes?]
Um detalhe importante: não há qualquer diferença entre o procedimento para codificar um texto em ROT-13 e o procedimento para decodificá-lo; simplesmente aplicamos o mesmo procedimento uma segunda vez.
Em termos técnicos, ROT-13 é uma cifra de César aplicável apenas aos caracteres alfabéticos (da língua inglesa) e com passo 13. Um algoritmo mais recente e menos popular, o ROT-47, gira todos os caracteres ASCII de códigos entre 33 ("!") e 126 ("˜" ou til) e usa o passo 47. A vantagem do ROT-47 consiste no fato de que sinais de pontuação, algarismos numéricos e muitos caracteres especiais também são embaralhados.